# Hymenicoides carteri
Hymenicoides carteri is een krabbensoort uit de familie van de Hymenosomatidae. De wetenschappelijke naam van de soort is voor het eerst geldig gepubliceerd in 1917 door Kemp.